# Lobopodia
Os lobopódios (em latim: lobopodia) são um filo extinto de animais pouco conhecidos. Inicialmente eram interpretados como evoluídos de animais como os priapúlidos ou paleoscolécidos, porém, em 1994, passaram a ser interpretados como parentes dos artrópodes, tardígrados e onicóforos (que eram considerados como subgrupo dos artrópodes), embora são considerados parafiléticos em relação aos artrópodes. Além disso, em 1998, foram adicionados aos lobopódios os pentastômidos, priapúlidos, onicóforos e outras formas do Cambriano.
Seu registro fóssil remonta do final do Ediacarano ao Carbonífero. Os lobopódios são segmentados e suas patas possuem unhas nas extremidades. O mais antigo fóssil completo destes animais corresponde ao Ediacarano Superior ou Cambriano Inferior. Possuem várias pernas nos xenúsidos,. Possuem numerosas placas blindadas, escleritos, que frequentemente cobrem todo o corpo e a cabeça. Uma vez que as placas reduzem sua flexibilidade, alguns gêneros deste filo possuíam espinhos, provavelmente para proteção contra predadores. Escleritos individuais são encontrados entre a chamada "Fauna Tomotiana" do inicio do Cambriano.

## Táxons representativos

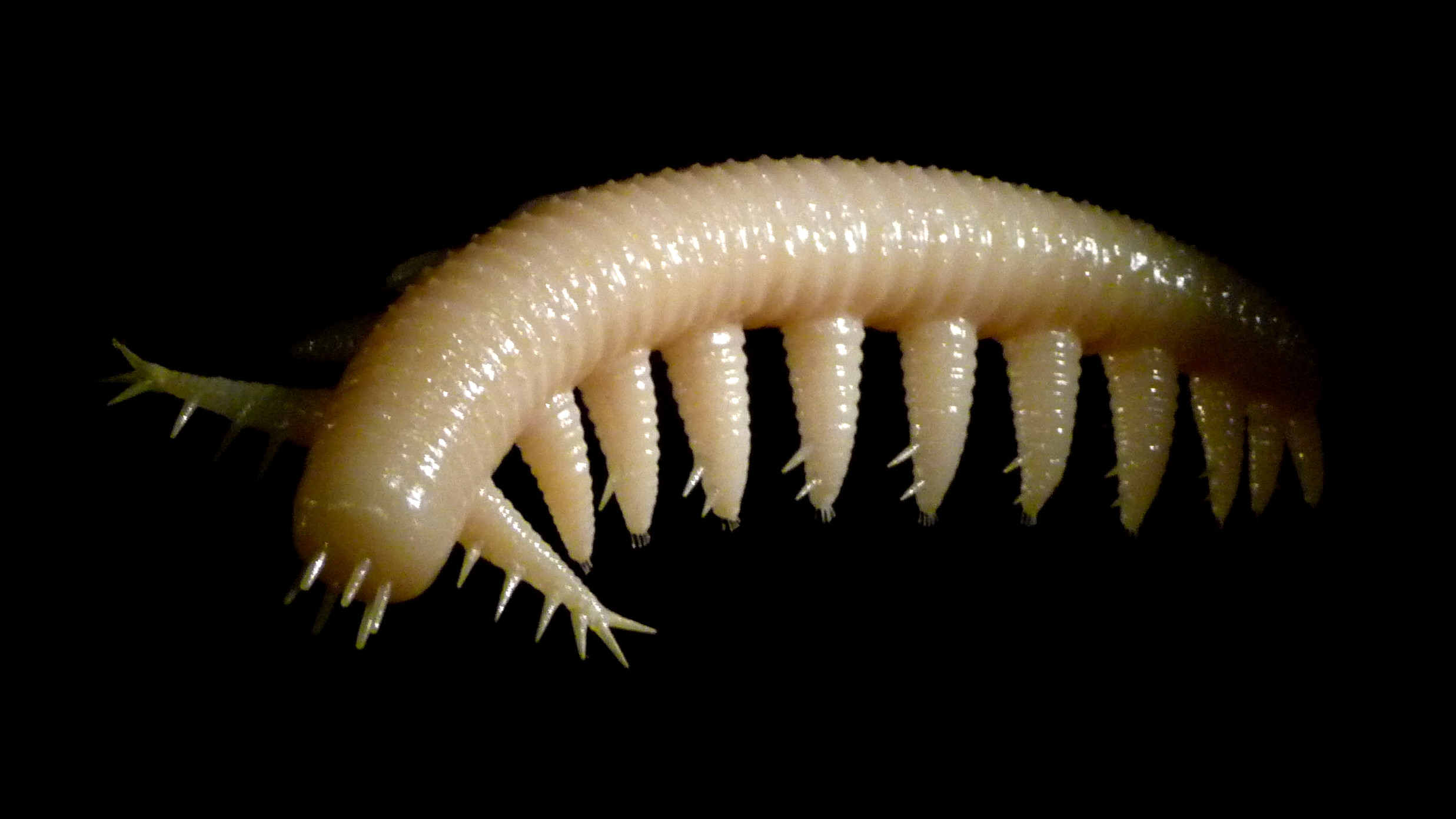
Fundição e reconstrução do fóssil de Aysheaia

Os gêneros mais conhecidos são o Aysheaia, achado entre os estratos canadenses do Folhelho Burgess além de ser o lobopódio que mais se assemelha em aparência aos modernos onicóforos; os Xenusion, que aparentemente era capaz de rolar sobre si deixando visíveis seus espinhos, dando a ideia de que esta fosse a estratégia de defesa comum dos lobopódios; e os Hallucigenia, que foram reconstruídos de início com pernas similares a paus e enigmáticas protuberâncias carnosas em sua parte traseira. Por muito tempo foi visto como exemplo de como a natureza experimentou os mais diversos desenhos e corpos estranhos no Cambriano. Porém, novas descobertas demonstraram que a reconstrução do animal estava de cabeça para baixo: a interpretação das "protuberâncias" similares a espinhos eram na realidade as pernas. Esta segunda reconstrução também trocou de lado a dianteira e a traseira do animal, que com investigações mais recentes se demonstrou estar errada.

## Morfologia
A maioria dos lobopódios mede apenas alguns centímetros de comprimento (com exceção dos gêneros parentes à classe dos dinocáridos). São anelados, mas sua anelação seja difícil de discernir devido ao estreito espaçamento (0,2 mm) e baixo relevo. Os lobopódios e suas patas são circulares em seções transversais. Suas pernas, tecnicamente chamadas lobópodas, são vagamente cônicas, afinando do corpo para suas garras. As pernas mais longas e robustas se encontram no centro do tronco, sendo as próximas a cabeça e a cauda mais finas. Possuem garras ligeiramente curvadas. Seu comprimento é vagamente proporcional ao comprimento das pernas ao qual estão ligados. Os olhos são similares ao de artrópodes modernos como demonstrado no gênero Miraluolishania.
Seu intestino é reto, um tubo indistinto, que em alguns fósseis possui sedimentos em seu interior. O intestino do gênero Paucipodia possui largura variável, sendo maior para o centro do corpo. Sua posição na cavidade do corpo é apenas vagamente fixo e certa flexibilidade é possível. Diferente dos lobopódios xenúsidos, os dinocáridos podiam chegar de 60 cm a 1 m de comprimento. Esses lobopódios eram divididos em diversos lóbulos que serviam como nadadeiras natatórias. Possuíam uma boca circular munida de dezenas de dentes pontiagudos, dois apêndices raptores e enormes olhos. Não eram providos de pernas.

## Ecologia
O modo de vida dos lobopódios cambrianos ainda é em grande medida desconhecido; alguns gêneros dinocáridos foram carnívoros ativos enquanto outras foram filtradoras de plâncton, assim como alguns gêneros xenúsianos podem ter sido carnívoros.[carece de fontes?] Durante o Cambriano os lobopódios de suas duas classes apresentaram um elevado grau de biodiversidade. No entanto, apenas um gênero dos xenúsidos é conhecido no período Ordoviciano. A partir do Siluriano e começo do Devoniano se é conhecido uma gama maior de gênero que incluiu até os dinocáridos que até então pensava-se ter se extinguido no final do Cambriano por não existir fósseis procedentes do Ordoviciano nem do Siluriano.[carece de fontes?]

## Filogenia
Os lobopódios estão intimamente relacionados com os artrópodes, deixando a possibilidade de os artrópodes terem surgido dos lobopódios. Eles possuem uma relação menor com os tardígrados; a classificação exata ainda esta em andamento.